# La Ciociara (1960.)
Ciociara (tal. La Ciociara), je talijanski film kojeg je režirao Vittorio De Sica 1960., po istoimenom romanu Alberta Moravie. U glavnim ulogama se pojavljuju Sophia Loren i Jean-Paul Belmondo.

## Radnja
Film govori o ženi (Sophia Loren) koja pokušava zaštiti svoju maloljetnu kćer ratnih nedaća, i zbog toga napušta Rim i odlazi na selo, na samom kraju drugog svjetskog rata. Film se završava scenom silovanja, kada su i majka i kćer silovane od savezničkih (Marokanci na strani Francuske) vojnika. Iako je radnja filma fiktivnog karaktera, silovanja u post-ratnoj Italiji se temelje na stvarnim događajima. 

## Nagrade
Film je nagrađen Oscarom u kategorji najbolje ženske glumice (Sophia Loren). To je bio prvi put da jedan film koji nije bio na engleskom dobije ovu nagradu. 

## Uloge (izbor)
- Sophia Loren - Cesira
- Jean-Paul Belmondo - Michele Di Libero
- Eleonora Brown - Rosetta
- Carlo Ninchi - Filippo, Micheleov otac
- Raf Vallone - Giovanni

## Vanjske poveznice
- La Ciociara u internetskoj bazi filmova IMDb-a